# Povera Clara
Povera Clara nota anche col titolo alternativo: Voglia di amare (La pobre Clara) è una telenovela argentina del 1984, ideata da Marcia Cerratani (adattamento) e con protagonista l'attrice Alicia Bruzzo.

Nel cast, figurano anche Hilda Bernard, Germán Kraus e Néstor Hugo Rivas.
La telenovela è basata su un romanzo di Carmen Daniels, romanzo che ha ispirato altre quattro telenovele (Pobre Clara del 1975, Pobre señorita Limantour del 1987, Pobre niña e Dulce Ana del 1995).
In Italia, la telenovela, in 94 puntate   è stata trasmessa nella metà degli anni ottanta da vari network locali e in replica a livello nazionale nel 1990 su Supersix.

## Trama
Le vicende sono incentrate sulla figura della giovane Clara, una sorta di "Cenerentola" del XX secolo: Clara è una donna trascurata, depressa ed insicura di se, apparentemente priva di fascino che vive lontano dal mondo ed in un autentico covo di vipere. In primo luogo la sua matrigna Mercedes Escobar (che lei crede sua madre) la priva di ogni affetto e, assieme al figlio Francisco, la umilia e fa tutto il possibile affinché si senta inutile.
Clara, malgrado tutto, vuole molto bene a loro due, senza sapere che le hanno sottratto un'immensa fortuna, ereditata dal padre Josè Francisco, morto anni prima, e grazie al quale sono riusciti a risollevare le sorti della loro fabbrica di plastici, al tempo in cattive condizioni.
Un giorno Susanna, la figlia di Francisco, ad una festa di amici conosce un giovane di nome Germano e tra i due nasce del tenero. Purtroppo la loro relazione è ostacolata sia dal padre di lei che dalla madre di Maria Josè, la fidanzata di Germano, che, insieme riescono a separarli.
Susanna per dimenticare l'accaduto accetta l'idea di partire per l'Italia per andare a vivere a casa di parenti ed incaricano Clara di accompagnarla. Mentre Susanna sta a casa di zii, Clara ne approfitta per fare un giro per Firenze dove incontra Christian, un medico specializzato in neurochirurgia, che le si offre da accompagnatore.
I due trascorrono insieme dei bei momenti e finiscono per innamorarsi reciprocamente. Clara si sente donna per la prima volta nella sua vita e si trasforma da impacciata e poco attraente in affascinante e piena d'iniziativa. Lei torna a Buenos Aires e pochi giorni dopo Christian la raggiunge e, di comune accordo, decidono di sposarsi. Ma numerosi ostacoli si interporranno tra i due che, però, alla fine riusciranno a far trionfare il loro amore.

## Backstage
- Alcune scene della telenovela sono state girate in Italia, e precisamente a Firenze[1][2][5]

## Sigla TV
- La sigla TV italiana è Firenze, piccoli particolari, brano scritto da Amedeo Minghi e da Gaio Chiocchio ed interpretato da Laura Landi, che fu in concorso nella sezione "Nuove proposte" del Festival di Sanremo 1985[1][2]
- Nella riproposizione su Rete Mia intitolata Voglia di amare è stato invece utilizzato un brano strumentale[2]